# Формула Борда — Карно

Внезапное местное расширение потока

В гидродинамике формула (теорема) Борда — Карно — это эмпирическая формула, описывающая потери энергии (или напора) жидкости, происходящие при местном расширении потока. Эта формула, в отличие от уравнения Бернулли для идеальной жидкости, в котором рассматривается поток с неизменным значением полного напора, позволяет рассчитать потери на местном гидравлическом сопротивлении. Эта формула названа в честь Жана-Шарля де Борда и Лазара Карно.
Формула Борда-Карно применима как для открытого потока в канале (безнапорного), так и для потока в трубе (напорного).

## Формулировка
Формула Борда-Карно имеет вид
{\displaystyle \Delta E=\xi \,{\frac {\rho }{2}}\,(V_{1}-V_{2})^{2},}
где
ΔE — потеря энергии жидкостью;
ξ  — эмпирический безразмерный коэффициент потерь, принимающий значения в интервале от нуля до единицы, 0 ≤ ξ ≤ 1;
ρ — плотность жидкости;
V1 и V2 — средняя скорость потока, соответственно, перед и за местным расширением потока.
В случае внезапного расширения потока коэффициент потерь равен единице. В других случаях коэффициент потерь следует определять, чаще всего, с использованием эмпирических формул (на основании данных, полученных экспериментальным путём). Формула Борда — Карно справедлива для случая уменьшения скорости, V1 > V2, в другом случае потери ΔE равно нулю, поскольку увеличение скорости V2 по сравнению со скоростью V1 означало бы совершение внешними силами работы над потоком жидкости, и тогда говорить о потерях на местном сопротивлении не приходится.
Коэффициент потерь может быть уменьшен или увеличен ξ путём изменения формы потока. Например, применяя диффузор вместо внезапного расширения, можно уменьшить коэффициент потерь.